# روبرت ستيفن فورد
روبرت ستيفن فورد (بالإنجليزية: Robert Stephen Ford)‏ (و. 1958 – م) هو دبلوماسي من الولايات المتحدة الأمريكية ولد في دنفر، كولورادو.

## النشأة والتعليم
فورد في الأصل من دنفر، كولورادو ولكن في الآونة الأخيرة هو من سكان ولاية ماريلاند.
بالإضافة إلى اللغة الإنجليزية فإن فورد يتحدث الألمانية والتركية والفرنسية والعربية.
مستشار بارز لسلطة الائتلاف المؤقتة في العراق وصف فورد بأنه «يعتبر أحد أفضل المستعربين في وزارة الخارجية».
فورد متزوج من زميلته الدبلوماسية أليسون باركلي وقد أنجبا طفل واحد وهو إسحاق.

## السيرة

### البدايات
عضو مهني في الخدمة الخارجية للولايات المتحدة حيث دخل الخدمة في 1985 وتمركز في إزمير والقاهرة والجزائر وياوندي.
خدم فورد كنائب لرئيس البعثة في البحرين في الفترة من 2001 إلى 2004 والمستشار السياسي للسفارة الأمريكية في بغداد من 2004 إلى 2006.

### الجزائر
تم ترشيحه لمنصب سفير الولايات المتحدة في الجزائر من قبل الرئيس الأمريكي جورج دبليو بوش في 13 أبريل 2006. أرسل الترشيح إلى مجلس الشيوخ الأمريكي في 24 أبريل وأكد في 27 مايو. أقسم فورد اليمين في 11 أغسطس. خدم في هذا المنصب حتى 26 يونيو 2008.

### سوريا
في عام 2010 رشح الرئيس الأمريكي باراك أوباما فورد ليشغل منصب سفيرا للولايات المتحدة لدى سوريا وهو الأول منذ خمس سنوات (في انتظار موافقة مجلس الشيوخ الأمريكي). في ديسمبر 2010 بعد فشل مجلس الشيوخ الأمريكي في إقرار الموافقة استغل أوباما موعد العطلة لتعيين فورد. ثم وافق مجلس الشيوخ على تعيين فورد بالاجماع في 3 أكتوبر 2011. نتيجة لذلك لم يعد فورد يعمل تحت نظام موعد العطلة وبالتالي يمكن أن يشغل المنصب حتى نهاية ولاية أوباما في يناير 2017.
في 24 أكتوبر 2011 استدعي فورد من سوريا بسبب ما وصفته وزارة الخارجية الأمريكية بأنها «تهديدات ذات مصداقية» لسلامته. كان فورد جذب غضب السوريين المؤيدين للأسد بسبب دعمه القوي للانتفاضة السورية. وفقا لمسؤولين أميركيين فقد تعرض فورد للهجوم من قبل الغوغاء المسلحين المواليين للحكومة وكان التلفزيون السوري بدأ نشر تقارير تلومه على تشكيل فرق موت مماثلة لتلك الموجودة في العراق. أدى ذلك إلى مخاوف من أن أنصار الحكومة السورية قد يحاولون قتله.
في أغسطس 2013 أفيد من قبل صحيفة نيويورك تايمز أن وزير الخارجية الأمريكي جون كيري قد أوصى بتعيين فورد مستقبلا سفيرا أمريكيا لدى مصر بعد رحيل السفيرة الحالية آن باترسون التي رشحت لتشغل منصب مساعد وزيرة الخارجية لشؤون الشرق الأدنى رئيسة مكتب شؤون الشرق الأدنى في وزارة الخارجية الأمريكية التي تشرف على الشرق الأوسط.
في 4 فبراير 2014 قال مسؤولون في وزارة الخارجية الأمريكية أن فورد تقاعده وأعلن عن رحيله في 28 فبراير.
أعلنت وزارة خارجية الولايات الولايات المتحدة عن تعيين دانيال روبنشتاين مبعوثا خاصا للولايات المتحدة لسوريا في 14 مارس.
في عامي 2014 و2015 قال فورد أنه لا يمكنه الدفاع عن سياسة إدارة أوباما في سوريا مدعيا أنه إذا كانت الإدارة ستقوم بتسليح المتمردين المعتدلين فإن مجموعات تنظيم القاعدة سوف لن يكونوا قادرين على المنافسة. بعدها كذب هذا التصريح وتحولت انتقاداته تجاه الجماعات المتمردة للتعاون مع الجهاديين.

#### أحداث سوريا
زار حماة حيث صفق له المتظاهرين.
زار فورد مقبرة جماعية في جسر الشغور. اجتمع مع حسن عبد العظيم وتعرض للهجوم بالبيض والطماطم من قبل مؤيدي الحكومة. خلال مقابلة مع شبكة التلفزيون التي تديرها الدولة الروسية روسيا اليوم زعم ضابط المخابرات السابق في وكالة المخابرات المركزية مايكل شوير أنه بعد رحيل فورد اضطر للسفر عبر البلاد لتحريض مجموعات على قلب نظام الحكم.

### الأوسمة
حصل فورد على العديد من الجوائز الوطنية بما في ذلك جائزة دان جيمس كليمنت 2005 للتميز للأعمال المتميزة في المستوى المتوسط في وزارة الخارجية وكذلك ثلاث جوائز الشرف العليا واثنين من جوائز استحقاق الشرف.
في عام 2012 تم منح فورد جائزة الشجاعة من قبل مؤسسة مكتبة جون ف. كينيدي لعمله كسفير للولايات المتحدة في سوريا وسط «التهديدات المتكررة لحياته» حيث كان يقوم ما وصفه بأنه «السفر في جميع أنحاء سوريا لتشجيع ودعم المتظاهرين السلميين المستهدفين من قبل حملة قمع الأسد الوحشية».